# João Cosme da Cunha
João Cosme da Cunha (dito «Cardeal da Cunha»), C.R.S.A., (Lisboa, 20 de Outubro de 1715 – Lisboa,  31 de Janeiro de 1783) foi um cardeal português, arcebispo de Évora e inquisidor-geral de Portugal.

## Biografia
Filho de D. Manuel Carlos de Távora, conde de São Vicente, e D. Isabel de Noronha, era formado em leis. Tomou o hábito de Santa Cruz em 1738, sob o nome de Frei João de Nossa Senhora da Porta. Foi ordenado diácono em 15 de Maio e padre em 22 de Maio de 1740.
Em 28 de Março de 1746 foi nomeado Bispo-coadjutor de Leiria, sucedendo ao episcopado em 8 de Abril do mesmo ano, sendo consagrado em 29 de Junho pelo cardeal Tomás de Almeida, Patriarca de Lisboa.
Diz-se que, logo após o terramoto de 1755, percorreu descalço pelos escombros das ruas de Lisboa, com um baraço ao pescoço e um crucifixo apenas, clamando pelo arrependimento dos vivos e oração pelos mortos.
Em 1759 veio a ser escolhido pelo rei para o arcebispado de Évora, tendo sido confirmado pelo papa em 1760, embora continuasse a residir em Lisboa a pedido do conde de Oeiras, seu protector desde que, ainda bispo de Leiria, escrevera uma pastoral acusando os Jesuítas de conivência com a tentativa de regicídio de 3 de setembro de 1758. Intelectualmente medíocre e de cultura rudimentar, soube no entanto insinuar-se no espírito do Rei e do Marquês de Pombal, mantendo durante anos grande influência na corte. O marquês de Pombal viria a nomeá-lo inspector na reedificação da capital. Em 1768 foi escolhido para presidir à recém-criada Real Mesa Censória.
Em 1760, ano em que foi nomeado conselheiro de Estado e regedor da Casa da Suplicação, aprovou o degredo dos irmãos ilegítimos do rei, os chamados Meninos de Palhavã, para o Buçaco. Em 1768 aprovou o encarceramento sem julgamento do bispo de Coimbra, D. Miguel da Anunciação, que só foi libertado em 1777.
A 6 de fevereiro de 1770 foi nomeado inquisidor-geral de Portugal, cargo que manteve até à sua morte em 1783. A 6 de Agosto de 1770, a pedido do Marquês de Pombal, foi elevado ao cardinalato pelo Papa Clemente XIV. Não viria, porém, a assistir ao longuíssimo Conclave de 1774-1775, que elegeu como pontífice Pio VI.
Em 1772, foi nomeado ministro assistente ao despacho, cargo que manteve até ao final do consulado do Marquês de Pombal, em 1777.
Teria sido o intrigador que causou em 1774 a desgraça de José de Seabra da Silva.
Na sua arquidiocese promoveu a tradução do catecismo de Montpellier (de influência Jansenista).